# 이의 요정
이빨 요정 혹은 이의 요정(Zahnfee, Tooth fairy,

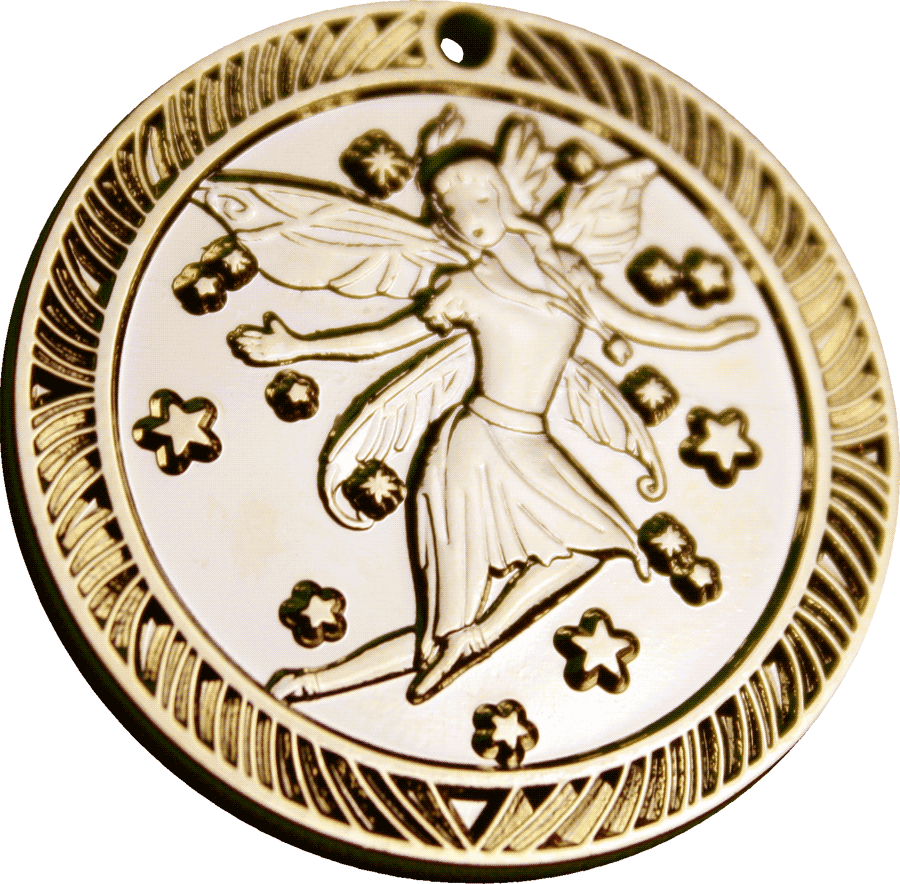
이빨 요정의 동전

Fée des dents)은 빠진 젖니를 머리밭에 두고 자면 선물로 교환 해주는 요정이다. 이빨 요정에 관해서는 동서양 및 나라를 불문하고 다양한 미신이 존재하고있다.

## 같이 보기
- 페어리